# Christian Reitz
Christian Reitz (Löbau, RDA, 29 de abril de 1987) es un deportista alemán que compite en tiro, en la modalidad de pistola.
Participó en cuatro Juegos Olímpicos de Verano, obteniendo dos medallas, bronce en Pekín 2008 y oro en Río de Janeiro 2016, ambas en la prueba de pistola rápida de fuego 25 m, el sexto lugar en Londres 2012 (pistola rápida de fuego 25 m) y el quinto en Tokio 2020 (pistola 10 m).
Ganó seis medallas en el Campeonato Mundial de Tiro, entre los años 2014 y 2023, y quince medallas en el Campeonato Europeo de Tiro entre los años 2011 y 2024.
En los Juegos Europeos consiguió cinco medallas, dos de oro en Bakú 2015 (pistola rápida de fuego 25 m y pistola 10 m mixto), dos en Minsk 2019, plata en pistola 25 m mixto y bronce en pistola 10 m mixto, y una de plata en Cracovia 2023 (pistola rápida de fuego 25 m).

## Palmarés internacional
| Juegos Olímpicos   | Juegos Olímpicos         | Juegos Olímpicos  | Juegos Olímpicos             |
| Año                | Lugar                    | Medalla           | Prueba                       |
| ------------------ | ------------------------ | ----------------- | ---------------------------- |
| 2008               | Pekín (China)            | Medalla de bronce | Pistola rápida de fuego 25 m |
| 2016               | Río de Janeiro (Brasil)  | Medalla de oro    | Pistola rápida de fuego 25 m |
| Campeonato Mundial |                          |                   |                              |
| Año                | Lugar                    | Medalla           | Prueba                       |
| 2014               | Granada (España)         | Medalla de bronce | Pistola estándar 25 m        |
| 2018               | Changwon (Corea del Sur) | Medalla de plata  | Pistola de fuego 25 m        |
| 2022               | El Cairo (Egipto)        | Medalla de oro    | Pistola de fuego 25 m        |
| 2022               | El Cairo (Egipto)        | Medalla de oro    | Pistola estándar 25 m mixto  |
| 2022               | El Cairo (Egipto)        | Medalla de plata  | Pistola estándar 25 m        |
| 2023               | Bakú (Azerbaiyán)        | Medalla de oro    | Pistola de fuego 25 m        |
| Juegos Europeos    |                          |                   |                              |
| Año                | Lugar                    | Medalla           | Prueba                       |
| 2015               | Bakú (Azerbaiyán)        | Medalla de oro    | Pistola rápida de fuego 25 m |
| 2015               | Bakú (Azerbaiyán)        | Medalla de oro    | Pistola 10 m mixto           |
| 2019               | Minsk (Bielorrusia)      | Medalla de plata  | Pistola 25 m mixto           |
| 2019               | Minsk (Bielorrusia)      | Medalla de bronce | Pistola 10 m mixto           |
| 2023               | Breslavia (Polonia)      | Medalla de plata  | Pistola rápida de fuego 25 m |
| Campeonato Europeo |                          |                   |                              |
| Año                | Lugar                    | Medalla           | Prueba                       |
| 2011               | Belgrado (Serbia)        | Medalla de plata  | Pistola estándar 25 m        |
| 2011               | Belgrado (Serbia)        | Medalla de bronce | Pistola rápida de fuego 25 m |
| 2013               | Odense (Dinamarca)       | Medalla de oro    | Pistola 50 m mixto           |
| 2013               | Osijek (Croacia)         | Medalla de plata  | Pistola de fuego 25 m        |
| 2013               | Osijek (Croacia)         | Medalla de bronce | Pistola rápida de fuego 25 m |
| 2015               | Maribor (Eslovenia)      | Medalla de oro    | Pistola de fuego 25 m        |
| 2015               | Maribor (Eslovenia)      | Medalla de plata  | Pistola estándar 25 m        |
| 2017               | Maribor (Eslovenia)      | Medalla de oro    | Pistola 10 m                 |
| 2017               | Bakú (Azerbaiyán)        | Medalla de plata  | Pistola de fuego 25 m        |
| 2017               | Bakú (Azerbaiyán)        | Medalla de plata  | Pistola estándar 25 m        |
| 2017               | Bakú (Azerbaiyán)        | Medalla de bronce | Pistola rápida de fuego 25 m |
| 2019               | Lonato (Italia)          | Medalla de plata  | Pistola rápida de fuego 25 m |
| 2019               | Lonato (Italia)          | Medalla de bronce | Pistola de fuego 25 m        |
| 2019               | Lonato (Italia)          | Medalla de bronce | Pistola estándar 25 m        |
| 2024               | Osijek (Croacia)         | Medalla de bronce | Pistola rápida de fuego 25 m |